# シャクシャイン
シャクシャイン（沙牟奢允、アイヌ語：サクサイヌ Saksaynu または サムクサイヌ Samkusaynu、1606年（慶長11年）? - 1669年11月16日（寛文9年10月23日））は、江戸時代前期のシベチャリ（北海道日高管内新ひだか町静内）のアイヌ一部族の首長・惣乙名。

## 経歴

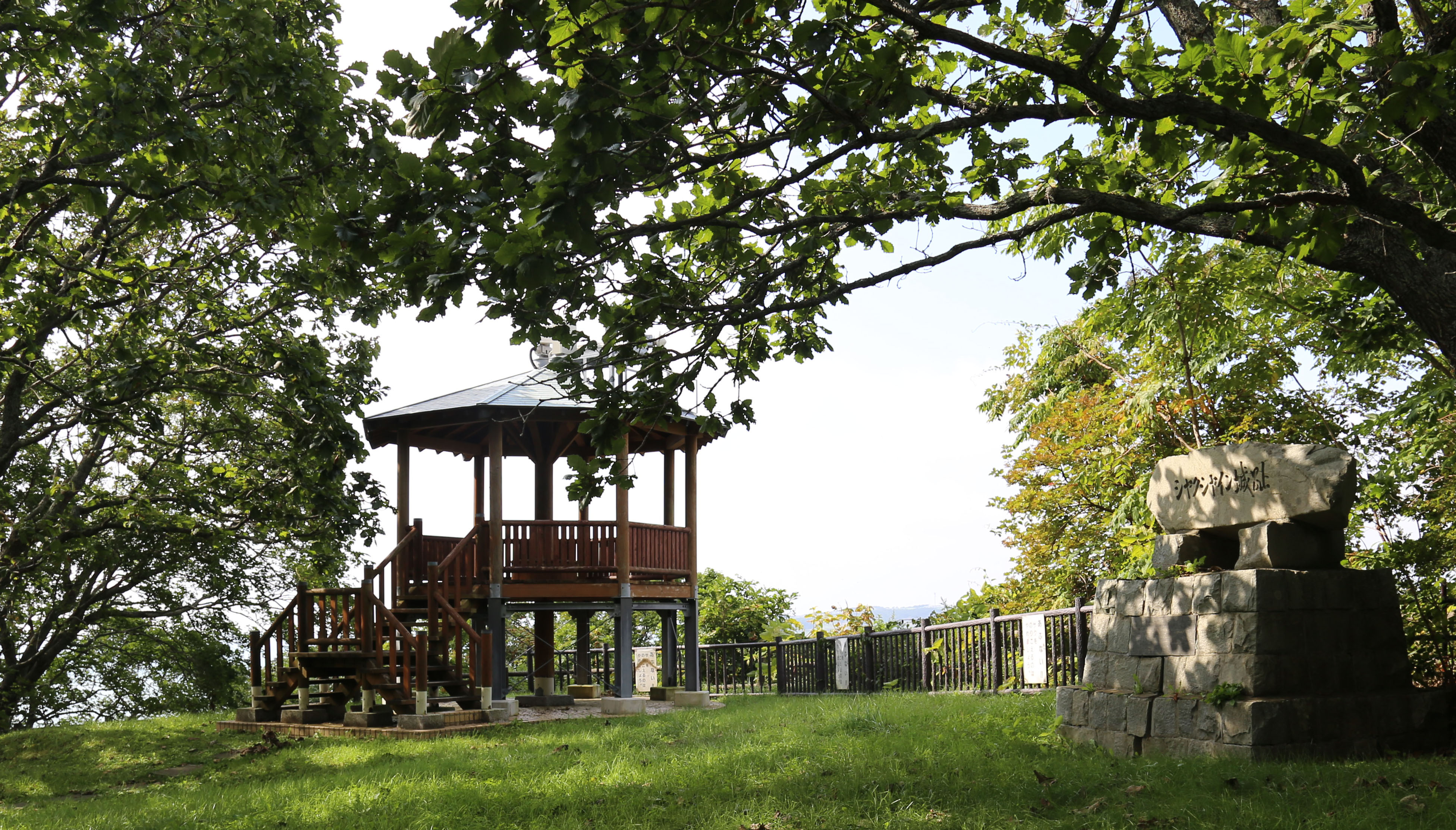
シャクシャイン城址

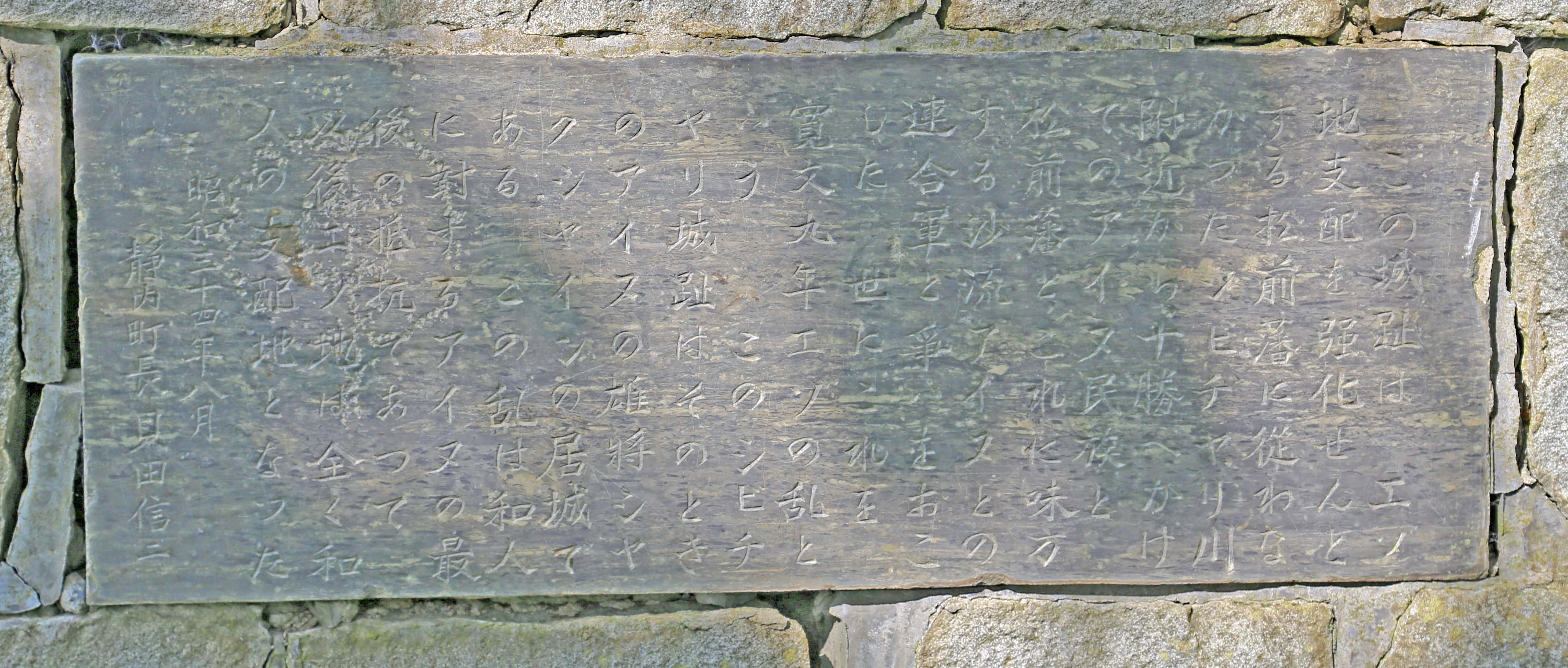
シャクシャイン城址碑 碑文

シャクシャインは、シベチャリ（現在の新ひだか町）以南の日高地方及びそれ以東の集団であるメナシクルの惣乙名であった。メナシクルは、現在の新冠町から白老町方面にかけての集団であるシュムクルとシベチャリ川（静内川）流域の領分を巡って遅くとも1648年から対立していた。メナシクルの先代の惣乙名であるカモクタインはシュムクルの惣乙名・オニビシとの1653年の抗争により殺害され、小使であったシャクシャインが惣乙名となった。
シャクシャインはシベチャリ川下流東岸、シベチャリのチャシ（砦）を拠点としていた（現・新ひだか町静内地区）。オニビシはシベチャリ川上流西岸のハエのチャシを拠点としていた（現日高町門別地区）。両者は対立していたが、松前藩の仲介によっていったん講和した。しかし、寛文年間（1661～1673年）には両者の対立が再燃し、1668年4月、シャクシャインがオニビシを殺害した。報復のため、ハエは松前藩に武器の援助を申し出たが拒否された。ハエの使者が帰路に天然痘のため急死すると、使者は松前に毒殺されたという風説が広り、皮肉にも対立していたシベチャリとハエが一つにまとまったのであった。
1669年の時点で、松前藩とアイヌの交易は松前藩側に圧倒的に有利で、アイヌにとって商場交易は八方ふさがりの状態にあった。シャクシャインは蝦夷地全域のアイヌへ松前藩への戦いを呼びかけた。1669年6月、シャクシャインの指導するアイヌ軍は松前藩へ蜂起を起こした。これがシャクシャインの戦いである。蜂起は各地で発生し砂金掘りや交易に訪れた船舶や鷹待を攻撃、和人を殺傷した。シャクシャインは松前を目指し進軍、7月末には現在の山越郡長万部町のクンヌイまで攻め進んだ。松前藩から急報を受けた徳川幕府は東北諸藩へ松前藩に対する援軍や鉄砲・兵糧の供与を命じ実行された。
クンヌイでの戦闘は8月上旬頃まで続くが、シャクシャイン勢が和人側の妨害により渡島半島のアイヌと連携できなかったのに対し、松前藩は幕府や東北諸藩の支援を受け、鉄砲を多数装備していた。これにより戦いはシャクシャイン側の劣勢となり、シャクシャイン軍はクンヌイからの敗退を余儀なくされた。シャクシャインは10月23日（11月16日）に現在の新冠町にあたるピポクの松前藩陣営で謀殺された。戦争は約3年続いたが、指導者を失った蜂起者たちは最終的に松前軍に降伏した。

## 記念物

### シャクシャイン像
初代シャクシャイン像

真歌公園内初代シャクシャイン像（現在ブロンズ像に再生して同新ひだか町花園地区に設置された）

1970年9月15日、シャクシャインのチャシが遺跡として残る新ひだか町・真歌公園に、任意団体「シャクシャイン顕彰会」によって強化プラスチック製の立像が有志の寄付により建立され、1976年に静内町に寄贈された。このシャクシャイン像は彫刻家竹中敏洋がデザインしたもので、像は高さ3.5m、杖の先までの長さは4.2m。「風をはらんだカッコロ（マント）を背に、エキㇺネクワ（山杖）を右手にかざし、神の祈りを聞くシャクシャインの姿」を表現したもので、一部に言われている松前藩の方向へ怒りを表した姿ではないことが、1972年9月30日に発行された児童書「明日に向かって　アイヌの人びとは訴える」によって記されている。毎年9月には、像の前で全道からアイヌの人々を集めた法要祭を行っている。
1972年9月20日、結城庄司ら5人がシャクシャイン像の台座に刻まれていた町村金五知事（当時）の名を削り取る事件があった。犯行に新左翼の太田竜が加わっていたことから、警察は札幌オリンピックを控えた時期を狙った過激派による事件とし、全国指名手配の末1974年に結城らを逮捕した。しかしこの事件で有罪となったのは太田のみで、結城や足立正生・新谷行など他の4人は起訴猶予処分となった。
その後老朽化により2代目（後述）の建造計画が発表されると、シャクシャイン顕彰会が設立時に込められたアイヌと和人の寄付だけで設立された日本初の和合の証である歴史に重きを置き、子どもたちの未来に向けられた像の解体に反発、新ひだか町は新像完成後に旧像撤去を行う方針だったものの顕彰会の申し出を受けて保留し、町・アイヌ協会・顕彰会による3者会談を行ったが、協議は平行線をたどり、一旦旧像を残したまま新像も立てる方針とするも、結局、9月20日に新ひだか町は「老朽化が進み、倒壊の恐れがあり危険」として旧像を一方的に撤去した。さらに、2021年11月には、残された初代ユカルの塔や初代シャクシャイン像の台座（全道からアイヌの仲間が大切に持ち寄った黒曜石や、子どもたちが川から拾った石が埋め込まれていた）やシャクシャイン会の解説が刻み込まれた石碑などすべてが撤去され更地となった。
2018年10月にはシャクシャイン顕彰会が町による旧像の撤去を「対応が乱暴で納得いかない」として、旧像の型枠を用いた独自の再建計画を検討し、約1,700万円の寄付を集めた上でブロンズを用い旧像を再建し2020年10月にお披露目され新ひだか町内の倉庫で保管されていた。2022年春、真歌山の砦があった場所から新ひだか町の街並みを挟んで対面にあるコタンがあったとされる花園地区に、ブロンズに再生されたシャクシャイン像が設置された。

２代目シャクシャイン像
2015年、新ひだかアイヌ協会が老朽化を理由に、協会をNPO法人化し寄付を募る形で像の建て替えを決定した。政府のアイヌ新法検討を踏まえ穏やかな表情のデザインによる新像の発注を行い、手のひらを上にしてオンカミ（拝礼）をする姿をかたどった高さ約4メートルの燐青銅で、2018年9月23日の法要祭で披露された。この像については、「シャクシャインの戦い」という歴史を捏造するものという指摘もある。

３代目シャクシャイン像　＞初代像のブロンズ化
２代目のシャクシャイン像をめぐっては、長年作家やその家族、シャクシャイン顕彰会などから「樹脂ではなくブロンズ像への作り替え」を新ひだか町に申し入れをし続けていたが、話し合いが平行線を辿る中、新ひだかアイヌ協会と新ひだか町が２代目の像の新設を決め設置する。博物館の計画が持ち上がるとその中に３代目（初代シャクシャイン像のブロンズ化）を置く案が提示されたが、造形作家竹中敏洋氏は生前、真歌山の丘の上で成長する木々の中に置くことを念頭にデザインされたものであること、空の下に置かれることを目的に設計されていたものであると語っていたため、シャクシャイン顕彰会が真歌山の屋外にこだわり交渉を続けていた。しかし2021年秋新ひだか町は新たな開発を理由に台座ほかすべてを撤去し更地にする。
2020年10月18日、静内アイヌ協会・三石アイヌ協会・シャクシャイン顕彰会により、設立当初の意思を継ぐ形で募金を募り再建された。
初代シャクシャイン像は作家のアトリエに建設当初の型が残されており、その型を元に新たにブロンズ化、富山県から車で運ばれこの日の朝真歌山に到着、まだ台座やユカルの塔の残る真歌山でお披露目会を執り行った。各地から、アイヌのエカシをはじめとする有志が集まり多くの議員も参列した。
初代シャクシャイン像は、未来の子どもたちに向けた差別のない平和教育の一環として設立され、真歌山の野外に置かれる像として設計された芸術作品である。また平和教育の教材として小学生の遠足などで真歌山へ登りシャクシャイン像に触れる機会を子どもたちに与えていた時代もある。現在は、シベチャリ川を挟んだ対岸にある山の頂に仮設置されている。私有地のため立ち入りはできないが遠くから見ることができるようになっている。ここはアイヌコタンの生活の場があったと言われている。戦いの場チャシ跡である真歌山から、平和に暮らす生活の場に移してシャクシャイン像設立時に込められた平和に対する願いを考え仮設置が行われている。

### シャクシャイン古戦場跡碑
2016年10月28日、長万部町は国縫川ほとりの旧国縫小敷地に「シャクシャイン古戦場跡碑」を設置して除幕式が行われた。この碑は台座からの高さ2メートル、幅3メートル、奥行き1メートルの大きさで御影石製である。

## シャクシャイン祭り
昭和45年（1970）9月、アイヌの人々と和人の間でひとつのプロジェクトが敢行された。当時シャクシャイン顕彰会が立ち上げられ、教育者を中心にアイヌの人々に対する差別をなくすための取り組みの一環として行われた初代シャクシャイン像設立の事業である。
和人も含む地域の一軒一軒から募金を募り、全道からアイヌの人々にとって最も貴重とされている黒曜石が集められ台座に埋め込まれるなど、激しいアイヌ差別が起きてからの日本で初めてアイヌの人々と和人が手を取り合う共同作業となった。
差別と対立のない未来は子どもたちへの教育からと考え、初代シャクシャイン像のお披露目会には子どもたちを招待している。
その後毎年、9月23日には真歌山でシャクシャイン法要祭が開かれ、全道のアイヌが集まって伝統文化を披露していた。
「初代シャクシャイン像は戦いの姿をしている」という誤った認識が広められると共に、老朽化を理由に像が撤去される。有志が募金を集め新たにブロンズ像を制作してお披露目するが、新ひだか町は元の場所への設置を認めなかった。ユカルの塔や記念碑に至るまでのすべてが撤去され更地になり、真歌山には公園の別の場所に建てられた新しい像だけとなる。
残念ながらシャクシャイン法要祭はこの小さな地域において分断の祭りへと姿を変えていく。同じアイヌでもメナシクルとシュムクルの根深い対立がここでもまだ燻っているかのように２つのシャクシャイン像が対峙しているようだ。
2022年9月23日には、新ひだかアイヌ協会が設立した新たなシャクシャイン像の前で新ひだかアイヌ協会主催による法要祭が行われた。
同10月23日には、三石アイヌ協会主催によるアイヌの音楽祭が行われた。

## シャクシャインの協力者
山崎徳政の『徳政夜話』によれば、シャクシャインの蜂起は秋田藩仙北郡六郷村の正太夫という者が夷地に渡って、アイヌの聟となり、この者が目論んだものであるとしている。シャクシャインの参謀長はその娘聟で六郷村生まれのタットウイン（龍頭允）荘太夫（正太夫、庄太夫）という者であった。庄太夫（アイヌ名 リウトウイン）の素性は謎に包まれている。『蝦夷乱記』その他では「- 金堀のものとも集り居たる中に出羽の国仙北の庄太夫と云し金掘るもの彼シヤムシヤインの聟となり -」とある。松宮観山の『蝦夷記』(1710年)その他では「- 越後庄太夫庄内作左エ門尾張市左エ門最上助之丞四人の者共蝦夷地に数年罷在鷹飼仕候今度シャクシャイン居処罷在相談仕候ニ付三人打捨壱人生捕ビポクにて火炙ニ申付 -」とある。『蝦夷商売聞書』には「- 奥州岩城の者庄太夫にて金掘相馬の者に助之丞と申者この二人シャクシャインの聟となり蝦夷どもにむほをすすめ -」とある。松浦武四郎の『東蝦夷日記』では「羽州仙北郡の庄太夫とて、秋田誠之助家臣なりしが、滅亡の時浪々してより何時か其家を起こさんと案じ煩い、此首長の家に来て、終に其娘リカセに通じ、壱人の男子を生て竜王頭と号、自ら智謀の有に委せて種々の悪行をなし…」とある。石井清治は庄太夫鉱夫説を支持している。